# Marga Höffgen
Marga Höffgen   (Mülheim del Ruhr, 26 d'abril de 1921 - Baden-Württemberg, 7 de juliol de 1995) va ser una contralt alemanya, coneguda per cantar oratoris, especialment les Passions de Johann Sebastian Bach, i papers operístics com el d'Erda a L'or del Rin, la primera de les quatre òperes de L'anell del nibelung, de Wagner, interpretada al Festival de Bayreuth i al Covent Garden de Londres entre 1960 i 1975.

## Biografia
Nascuda en una família de comerciants, filla de Friedrich Höffgen (1899-1944) i Maria von Eicken (1898-1944) a Mülheim del Ruhr, Höffgen tenia 17 anys quan va començar a estudiar a la Universitat Folkwang d'Essen, amb Anna Erler-Schnaudt. Dos anys més tard, al 1939, va continuar a la Hochschule für Musik de Berlín amb Hermann Weißenborn fins al 1942. L'any següent va ser contractada pel Semperoper de Dresden.
Al 1941, amb 20 anys, es va casar amb el director Theodor Egel (1915-1993) mentre encara era a Mülheim un der Ruhr. Va tenir quatre fills.
Va fer el seu debut en concert a Berlín el 1952. Va ser coneguda internacionalment quan va interpretar la Passió segons Sant Mateu, de Bach, a Viena el 1955, dirigida per Herbert von Karajan.
Va ser identificada amb el paper d'Erda a Das Rheingold i Siegfried, de Wagner, cantat primer el 1959 al Covent Garden de Londres, i repetit a l'Òpera de l'Estat de Viena i al Teatro Colón de Buenos Aires fins al 1975. Va cantar aquest paper al Festival de Bayreuth de 1960 a 1964 i de 1967 a 1975; de 1964-1975 també el paper de primera Norna a Götterdämmerung (El capvespre dels déus), de Wagner.
Va morir a Müllheim, a Baden-Württemberg.

## Enregistraments
Durant les dècades de 1950 i 1960, Höffgen va ser solista en enregistraments de les principals obres de Bach amb directors, solistes i conjunts de renom. Al 1953 va enregistrar la Missa en si menor de Bach amb Karajan, i ls cantants Elisabeth Schwarzkopf, Nicolai Gedda i Heinz Rehfuss. Al 1954 va enregistrar la Passió segons sant Mateu amb el director Wilhelm Furtwängler, Anton Dermota com l'Evangelista, Dietrich Fischer-Dieskau com vox Christi, Elisabeth Grümmer i Otto Edelmann. El 1955 va aparèixer en la Passió segons sant Joan, dirigida per Fritz Lehmann, amb Uta Graf, Julius Patzak, Gérard Souzay i Walter Berry. L'any 1965 va cantar les àries de contralt en totes dues Passions de Bach amb Eugen Jochum i l'Orquestra Reial del Concertgebouw. Va intervenir en els enregistraments de les cantates de Bach en la sèrie de Kurt Thomas, Fritz Werner i Helmuth Rilling. L'any 1966 va participar en una representació destacada de Henry Wood Proms de la Missa solemnis de Beethoven sota la direcció d'Antal Dorátii amb la BBC Symphony Orchestra, publicada per la Doráti Society.
Va representar el paper de la Tercera Senyora en l'enregistrament d'Otto Klemperer de la Flauta Màgica (protagonitzat per Nicolai Gedda i Gundula Janowitz).
Al 1978, va enregistrar composicions del Rèquiem de Max Reger, incloent el seu Hebbel-Rèquiem i l'inacabat Mor Irae, amb el NDR Chor i l'Orquestra Simfònica de l'NGR, dirigida per Roland Bader.

## Premis
Al 1976, Höffgen va ser anomenada Kammersängerin (Cantant de cambra) de l'estat de Baden-Württemberg. Va rebre l'Orde del Mèrit de Primera Classe el 1988.